# Шаланди, повні кефалі
"Шаланди, повні кефалі ..." (Шаланды, полные кефали) — відома радянська пісня, написана композитором Микитою Богословським на слова Володимира Агатова для фільму Леоніда Лукова "Два бійці" (1943), де її виконав Марк Бернес, який грав бійця-одесита Аркадія Дзюбіна.

## Історія
Зйомки фільму відбувалися в евакуації у Ташкенті.
У початковому варіанті сценарію фільму пісень не було зовсім, але згодом режисер Леонід Луков попросив Микиту Богословського написати пісню для сцени у землянці. Так з'явилася у картині «Темна ніч». Після цього Луков вирішив, що Аркадій Дзюбін має заспівати ще одну пісню, цілком контрастну, і дав композитору завдання: написати її «в стилі веселих одеських вуличних пісень». «Одеський» текст пісні написав киянин Агатов, взявши за основу власний вірш, присвячений соціалістичному змаганню рибальських бригад. Після виходу фільму на екран пісня, за свідченням М. Богословського, «мала приголомшливий успіх, але офіційно була в опалі, не публікувалася і не рекомендувалася для офіційного виконання, оскільки вважалася блатною». «Знайшлося чимало партійних ідеологів, чиновників, музикознавців, побратимів по музі Богословського та Агатова, які на неї накинулися. Їх дратувало те, що образи якогось одеського биндюжника та простої рибалки Соні глибоко проникли у культурний побут фронтовиків та трудівників тилу. І коли Бернес записав на один диск „Темну ніч“ та „Шаланди“, то вийшов він невеликим тиражем… І якщо повторно „Темна ніч“ з'явилася в грамзаписі через десять років, то „Шаланди“ — лише на єдиному прижиттєвому диску-гіганті Бернеса в новій інтерпретації» (фонограма 1967 року; платівку видано 11969 року). Варіант, записаний на Всесоюзному радіо в 1963 році, який лише одного разу фрагментом (один куплет і приспів) пролунав в ефірі (радіопередача «У нашому радіоклубі», жовтень 1963 року), до фонду прийнято не було; дубль, що зберігся в домашньому архіві співака, уперше опубліковано на CD «Невідомий Бернес» у 2009 році.

## Текст
Шаланды, полные кефали,

В Одессу Костя приводил,

И все биндюжники вставали,

Когда в пивную он входил.

Синеет море за бульваром,

Каштан над городом цветёт,

И Константин берёт гитару

И тихим голосом поёт:

«Я вам не скажу за всю Одессу,

Вся Одесса очень велика,

Но и Молдаванка, и Пересыпь

Обожают Костю-моряка».

Рыбачка Соня как-то в мае,

Направив к берегу баркас,

Ему сказала: «Все вас знают,

А я так вижу в первый раз».

В ответ, раскрыв «Казбека» пачку,

Сказал ей Костя с холодком:

«Вы интересная чудачка, но дело, видите ли, в том:

Я вам не скажу за всю Одессу,

Вся Одесса очень велика,

Но и Молдаванка, и Пересыпь

Обожают Костю-моряка».

Фонтан черёмухой покрылся,

Бульвар Французский был в цвету.

«Наш Костя, кажется, влюбился», — 

Кричали грузчики в порту.

Об этой новости неделю

Везде шумели рыбаки.

На свадьбу грузчики надели

Со страшным скрипом башмаки.

Я вам не скажу за всю Одессу,

Вся Одесса очень велика.

День и ночь гуляла вся Пересыпь

На весёлой свадьбе моряка.

### Переклад
Шаланди, повні кефалі,

До Одеси Костя приводив,

І всі биндюжники вставали,

Коли до пивної він входив.

Синіє море за бульваром,

Каштан над містом цвіте.

Наш Костянтин бере гітару

І тихим голосом співа:

«Я вам не скажу за всю Одесу,

Вся Одеса дуже велика,

Але і Молдаванка, і Пересип

Обожнюють Костю-моряка».

Рибачка Соня якось у травні,

Скерувавши до берега баркас,

Йому сказала: «Всі вас знають,

А я от бачу вперше».

У відповідь, розкривши «Казбека» пачку,

Сказав їй Костя з холодком:

«Ви цікава дивачка,

Але річ, бачите, у тому:

Я вам не скажу за всю Одесу,

Вся Одеса дуже велика,

Але і Молдаванка, і Пересип

Обожнюють Костю-моряка».

Фонтан черемхою вкрився,

Бульвар Французький був у цвіту.

«Либонь, наш Костя закохався», —

Кричали вантажники в порту.

Про цю новину цілий тиждень

Скрфзь гомоніли рибалки.

На весілля вантажники взули

Зі страшенним скрипом черевики.

Я вам не скажу за всю Одесу,

Вся Одеса дуже велика.

День і ніч гуляла вся Пересип

На гучнім весіллі моряка.

## Значення деяких слів
- Шаланда — рибальський вітрильний плоскодонний човен з висувним кілем, поширений на Чорному та Азовському морях і призначений для лову риби мережами або гачковою снастю. Довжина — від 7,5 до 8,5 метрів, ширина — близько 2,5 метрів.
- Кефаль — рід морських риб.
- Биндюжник — ломовий візник у старій Одесі, він же портовий вантажник.
- Молдаванка, Пересип, Фонтан — райони Одеси.
- Баркас — невелике самохідне судно для портових перевезень.

## Виконавці
- Марк Бернес
- Аркадій Сєвєрний
- Йосип Кобзон

та інші.